# Charlotte Nichols
Charlotte Louise Nichols (née le 6 avril 1991) est une femme politique du Parti travailliste britannique qui est députée de Warrington North depuis 2019. Avant sa carrière politique, elle travaille comme responsable syndicale.

## Jeunesse
Nichols est née à Romford, Essex, Angleterre et grandit à Reading, Berkshire. Son père Ged est le secrétaire général du syndicat des services financiers Accord et est nommé président du TUC en 2019. Sa première expérience de la politique remonte à ses années d'études lorsqu'elle aide à diriger les sessions du Parlement des jeunes du Royaume-Uni avec la députée conservatrice Theresa May. Elle étudie la politique à l'Université de Liverpool et obtient son diplôme en 2013 . Après l'obtention de son diplôme, elle travaille à Salford pendant cinq ans pour le syndicat USDAW.

## Carrière parlementaire
Nichols est le candidat travailliste de Warrington North aux élections générales de 2019. Elle est élue avec une majorité de 1 509 voix. Avant les élections, Nichols travaille en tant que responsable de la recherche et des politiques nationales pour le syndicat GMB et est une ancienne responsable des femmes de l'aile jeunesse du parti, Young Labour. Elle s'identifie idéologiquement à l'aile gauche du Parti travailliste. Nichols soutient Rebecca Long Bailey lors des élections à la direction du Parti travailliste en 2020, mais désigne Emily Thornberry pour élargir le champ des candidats.
Dans le cabinet fantôme de Jeremy Corbyn, elle est Secrétaire parlementaire privé de Tracy Brabin, secrétaire d'État fantôme au numérique, à la culture, aux médias et aux sports pendant une brève période lors des élections à la direction du Parti travailliste de 2020, avant d'être transférée au cabinet fantôme de Keir Starmer comme Secrétaire parlementaire privé d'Emily Thornberry, secrétaire d'État fantôme au Commerce international. Lorsque Ruth Jones est promue ministre fantôme de la qualité de l'air, Nichols la remplace en tant que PPS auprès de la secrétaire fantôme de l'Irlande du Nord, Louise Haigh.
Le 12 novembre 2020, Nichols est nommée ministre fantôme des Femmes et des Égalités.